# Radio Mitre
Radio Mitre è un'emittente radiofonica argentina edita dal Gruppo Clarín. È considerata, insieme Radio Rivadavia, Radio Splendid, Radio Municipal, Radio El Mundo e Radio Nacional, una delle più importanti radio del paese sudamericano.

## Storia
Venne lanciata in onda il 16 agosto 1925 come Broadcasting La Nación. Nazionalizzata durante il governo di Juan Domingo Perón, fu venduta dallo stato argentino a Radio Cultura S.A. nel 1983. Nove anni più tardi Radio Mitre fu acquistata dall'attuale proprietà.

## Palinsesto
La programmazione è varia: si passa da programmi di politica e cronaca, a programmi di musica, intrattenimento e di sport.